# 德丽莎·米尔顿-琼斯
德丽莎·拉切尔·米尔顿-琼斯（英語：DeLisha Lachell Milton-Jones，1974年9月11日—），美国前女子篮球运动员，现任Pepperdine Waves女子篮球队主教练。她曾获得2枚奥运会女子篮球比赛金牌和2个WNBA总冠军，并3次入选WNBA全明星赛。 